# Wegscheid (Bajorország)
Wegscheid település Németországban, azon belül Bajorországban. Lakosainak száma 5557 fő (2023. december 31.). Wegscheid Untergriesbach, Hauzenberg, Sonnen, Breitenberg, Julbach, Nebelberg, Kollerschlag, Oberkappel és Neustift im Mühlkreis községekkel határos.

## Népesség
A település népessége az elmúlt években az alábbi módon változott:
| Lakosok száma | 1288 | 1493 | 5135 | 5393 | 5489 | 5447 | 5579 | 5460 | 5483 | 5557 |
|               | 1875 | 1950 | 1970 | 1987 | 2012 | 2013 | 2015 | 2017 | 2021 | 2023 |